# Petrilo (caudillo militar)

Bulgaria bajo el dominio bizantino. Se muestran las diversas rebeliones contra el imperio que acontecieron durante el siglo, entre ellas de la Jorge Voiteh y Petrilo.

El vaivoda Petrilo (en serbio: Војвода Петрило) fue un jefe militar al servicio del rey de Doclea Constantino Bodin (siglo XI).
Bodin fue coronado emperador de Bulgaria en el 1072 y se dispuso a arrebatar a los bizantinos los territorios de interés para los búlgaros junto con Jorge Voiteh, que se había rebelado.
Petrilo encabezó un contingente de trescientos soldados que marchó al sur, penetró en Macedonia y tomó Ocrida, donde la población lo acogió como libertador, y Devol, que capituló. Tropas bizantinas al frente de un general de origen búlgaro reforzadas por lugareños lo batieron cerca de Kastoriá; tras la derrota, Petrilo volvió a Doclea.